# Anel Hadžić
Anel Hadžić (pronunciación en bosnio: /ǎnel xǎdʒiːtɕ/; Velika Kladuša, RFS de Yugoslavia, 16 de agosto de 1989) es un exfutbolista bosnio naturalizado austríaco que jugaba como centrocampista.
Su hermano menor Elvir también es futbolista.

## Selección nacional
Fue internacional con Austria sub-21, pero a nivel mayor jugó con la selección de Bosnia y Herzegovina.

### Participaciones en Copas del Mundo
| Mundial                        | Sede   | Resultado      | Partidos | Goles |
| ------------------------------ | ------ | -------------- | -------- | ----- |
| Copa Mundial de Fútbol de 2014 | Brasil | Fase de grupos | 1        | 0     |

## Clubes
| Club                   | País    | Año       |
| ---------------------- | ------- | --------- |
| S. V. Ried             | Austria | 2007-2013 |
| S. K. Sturm Graz       | Austria | 2013-2015 |
| Eskişehirspor          | Turquía | 2016      |
| MOL Fehérvár F. C.     | Hungría | 2016-2020 |
| F. C. Wacker Innsbruck | Austria | 2021      |
| F. C. Wels             | Austria | 2021      |

## Palmarés

### Campeonatos nacionales
| Título              | Club           | País    | Año  |
| ------------------- | -------------- | ------- | ---- |
| Copa de Austria     | S. V. Ried     | Austria | 2011 |
| Nemzeti Bajnokság I | Videoton F. C. | Hungría | 2018 |
| Copa de Hungría     | MOL Vidi F. C. | Hungría | 2019 |